# 神経突起
神経突起（しんけいとっき、英: neurite, neuronal process）は、神経細胞の細胞体からの突起を指す。この突起は軸索または樹状突起のいずれかである。この用語は未成熟または発生中の神経細胞、特に培養中の細胞に関して用いられることが多いが、それは分化が完了するまでは軸索と樹状突起を区別することが困難な場合があるためである。

## 神経突起の発生
神経突起の発生には、細胞外と細胞内の双方のシグナルの複雑な連携を必要とする。発生中の神経突起のあらゆる地点において、周囲の空間のあらゆる方向から発せられる成長促進・抑制の指示を検知する受容体が存在する。発生中の神経突起はこうした成長シグナルを全て統合し、神経突起が最終的に成長する方向を決定する。成長シグナルはそのすべてが知られているわけではないが、いくつかは同定され特徴づけられている。既知の細胞外の成長シグナルとしては、正中線（midline）への化学誘引物質であるネトリン、神経突起の阻害因子であるセマフォリン、エフリン、コラプシンなどがある。
若い神経突起には微小管束が詰まっていることが多く、その成長は、神経成長因子（NGF）などの神経栄養因子によって刺激される。タウタンパク質は微小管に結合することでその安定化を助け、微小管切断タンパク質から保護する。微小管が安定化された後も、神経細胞の細胞骨格は動的なままである。将来的に軸索となる神経突起ではアクチンフィラメントの動的な性質は維持され、微小管束を外側へ押すことで軸索を伸長する。他の全ての神経突起では、アクチンフィラメントはミオシンによって安定化される。これによって複数の軸索の発生が防がれる。
神経細胞接着分子NCAMは他のNCAM分子と線維芽細胞増殖因子受容体に同時に結合し、受容体のチロシンキナーゼ活性を刺激して神経突起の成長を誘導する。

## 極性の確立

### In vitro
哺乳類の未分化神経細胞は培地に置かれると、すでに成長した神経突起を全て退縮させる。培養の0.5日から1.5日後に、いくつかの小さな神経突起が細胞体から突出し始める。1.5日目から3日目までの間に小さな神経突起の1つが他の神経突起よりも大きく伸長し始め、この神経突起が最終的に軸索となる。4日目から7日目かけて、残りの小さな神経突起が樹状突起に分化し始める。7日目までに神経細胞の極性は完全に確立され、機能的な樹状突起と軸索を持つようになる。

### In vivo
成長する神経突起はin vivoでは数千もの細胞外シグナルに囲まれており、それらは数百もの細胞内経路によって調節される。こうした競合する化学的シグナルがin vivoでの神経突起の最終的な分化にどのように影響しているのか、その機構は正確には理解されていない。細胞体から突出した最初の神経突起は60%の確率で軸索になることが知られている。30%の確率で軸索にならない神経突起が先に細胞体から突出し、10％の確率で軸索になる神経突起が他の神経突起と同時に細胞体から突出する。小さな神経突起は、すでに発生した他の神経細胞の軸索に接触するまでは外へ向かって伸びる可能性があることが提唱されている。そしてその時点で、神経突起は軸索に分化し始める。このモデルは「タッチ・アンド・ゴー」（"touch and go"）モデルと呼ばれている。しかし、このモデルでは最初の軸索がどのようにして発生するのかを説明できない。
軸索形成の誘導に関与する細胞外シグナルは何であれ、少なくとも4つの異なる経路、すなわちRac1経路、Ras経路、cAMP-LKB1経路、CaMK経路を介して伝達される。これらの経路のいずれかが欠損すると、神経細胞は発生することができなくなる。
1本の軸索が形成された後は、神経細胞は他のすべての神経突起が軸索になるのを防ぐ必要がある。これはglobal inhibitionと呼ばれている。Global inhibitionは、発生した軸索から放出され、他の神経突起に取り込まれる長距離のネガティブフィードバックシグナルによって達成されることが示唆されている。しかしながら、そうした長距離シグナル伝達分子は発見されていない。他の機構としては、軸索になる予定の神経突起に軸索成長因子が蓄積されると、同じタンパク質を奪い合う他の神経突起では軸索成長因子が枯渇するという機構が示唆されている。他の神経突起では軸索になるのに十分な軸索成長因子を確保できないため、樹状突起に成長する。これにより、長距離シグナル伝達分子を必要としないglobal inhibitionが可能となる。

## 関連人物
- 平林義雄